# Lindenia tetraphylla
Lindenia tetraphylla är en trollsländeart som först beskrevs av Vander Linden 1825.  Lindenia tetraphylla ingår i släktet Lindenia och familjen flodtrollsländor. Inga underarter finns listade i Catalogue of Life.

## Bildgalleri

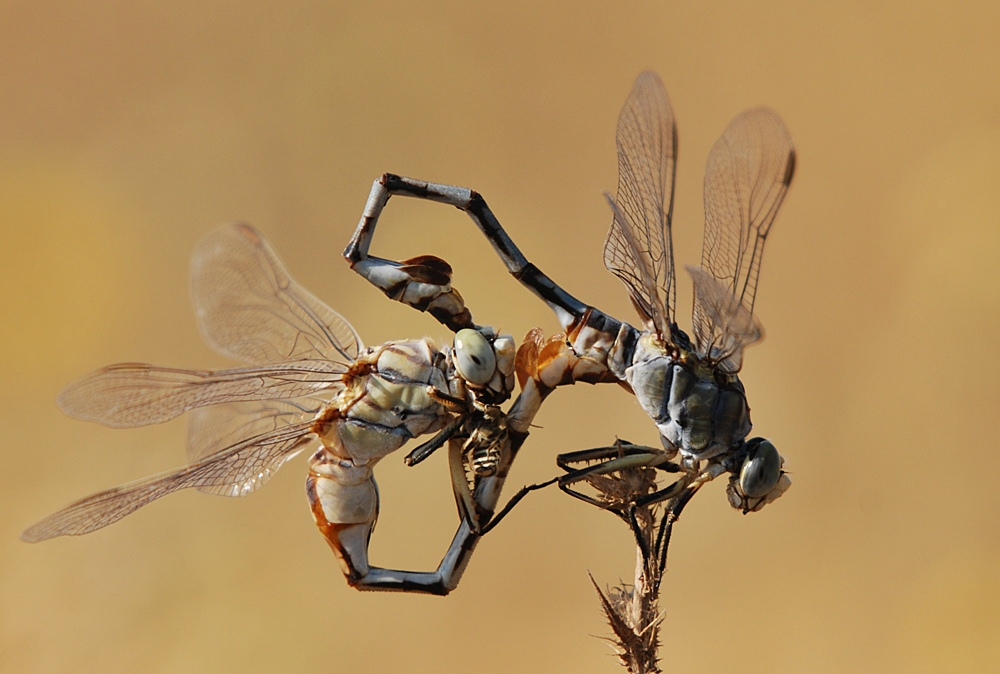